# Sibaté (kommun)
Sibaté är en kommun i Colombia.   Den ligger i departementet Cundinamarca, i den centrala delen av landet, 29 km sydväst om huvudstaden Bogotá. Antalet invånare är 31 675.